# Riva Group
De Riva Group, officieel Riva Forni Elettrici, is een groot Italiaans langstaalproducent. Het is een familiebedrijf dat volledig in handen is van de familie Riva.

## Activiteiten
Riva Group is de grootste staalproducent in Italië en de op vier na grootste in Europa. De productie bestaat vooral uit langgewalste producten en het bedrijf produceert iets minder dan 7 miljoen ton ruwstaal per jaar. Het telt zo’n 5000 medewerkers wereldwijd en het heeft 21 fabrieken in Italië, Duitsland, Frankrijk, België, Spanje en Canada.
De belangrijkste afzetmarkt is Duitsland, gevolgd door Frankrijk. Het aandeel van Italië in de totale omzet was zo'n 15%. Riva heeft een marktaandeel van circa 10 procent in de Europese Unie voor wat betreft langstaal.

## Geschiedenis
Het bedrijf werd in 1954 opgericht door Emilio Riva (1926-2014). De eerste bedrijfsactiviteit was de handel in schroot, maar twee jaar later werden de activiteiten uitgebreid met de productie van staal en staalproducten. Het schroot werd in een vlamboogoven tot staal verwerkt. In 1957 werd 30.000 ton staal geproduceerd en vijf jaar later was dit gestegen naar 190.000 ton. Medio jaren zestig nam het twee andere Italiaanse staalbedrijven over en steeg de productie naar zo'n 300.000 ton op jaarbasis. In de jaren zeventig werd het internationaal actief in Spanje, Canada en Frankrijk. In 1980 kwam de productie op 1,1 miljoen ton uit. 
Eind jaren tachtig kocht Riva van Cockerill-Sambre de warmwals nummer 3 in Charleroi-Marcinelle met een capaciteit van 750.000 ton staal per jaar. Voor de aanvoer van staal werd een nieuwe vlamboogoven gebouwd. De combinatie is verder gegaan onder de naam Thy-Marcinelle en levert vooral staaldraad met een maximale diameter van 16 millimeter. Na de Duitse hereniging kon het in 1992 twee staalbedrijven, Brandenburger Elektrostahlwerke en Henningsdorfer Elektrostahlwerke, kopen in de omgeving van Berlijn van de Treuhandanstalt.
In april 1995 verdubbelde de omvang van het bedrijf door de overname van Ilva van het Italiaanse staatsbedrijf Istituto per la Ricostruzione Industriale. Een belangrijk onderdeel in deze aankoop was de hoogovens bij de Zuid-Italiaanse stad Tarente. Produceerde in 1994 Riva nog zo’n 5,8 miljoen ruwstaal en 5 miljoen ton gewalste staalproducten, na de overname van Ilva steeg dit naar 14,6 miljoen ton en 12,8 miljoen ton respectievelijk. De holding Riva FIRE - van Finanziaria Industriale Riva Emilio - had twee bedrijven onder zich: Riva Acciaio en Ilva. 
In 2006 was Riva een jaarproductie van 18,2 miljoen ton staal de op negen na grootste staalproducent ter wereld en de op twee na grootste van de Europese Unie. De omzet in dat jaar was 9,5 miljard euro en er werkten iets meer dan 25.000 mensen.

### Problemen en verkoop Ilva

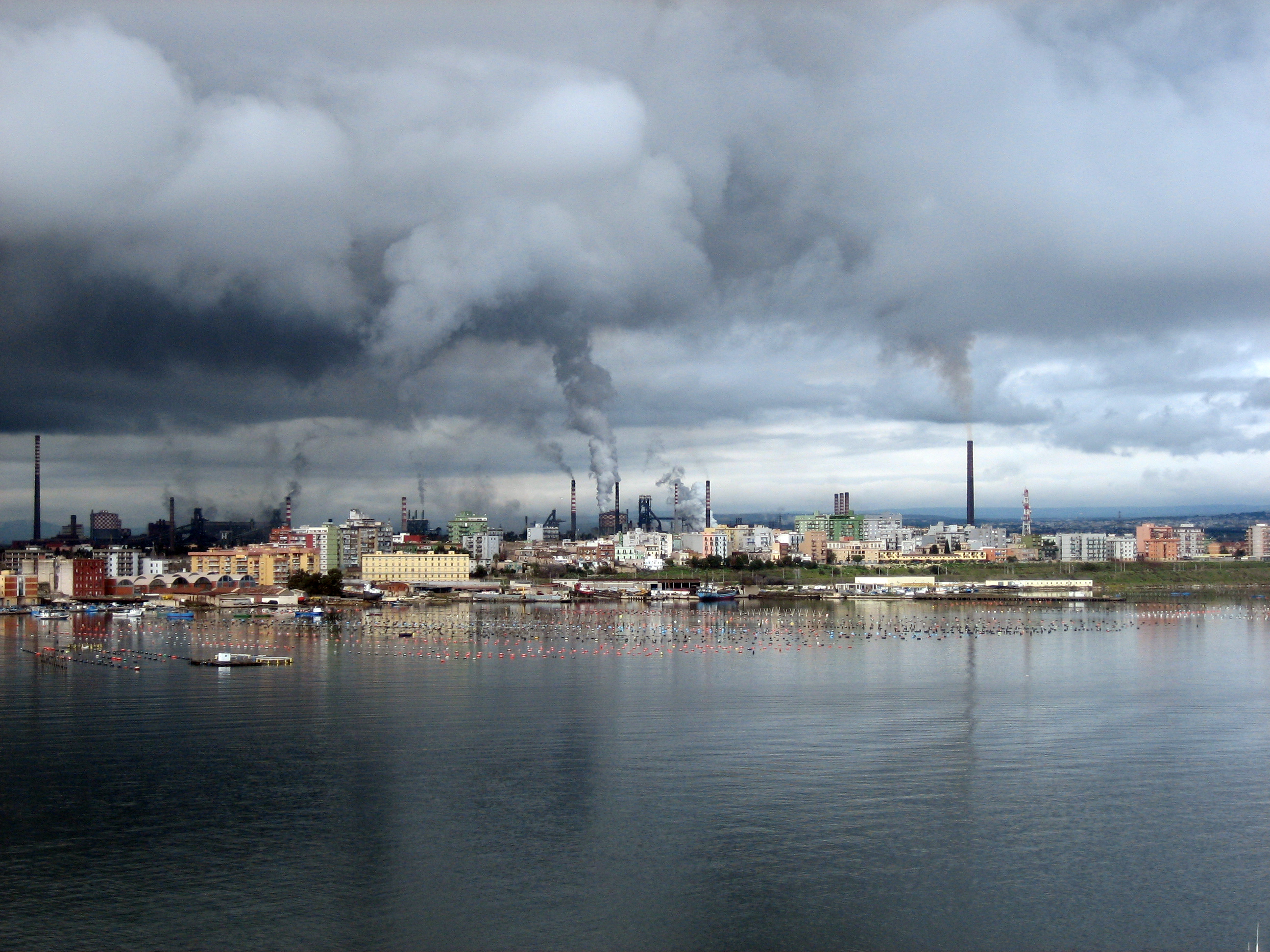
De Ilva-staalfabriek in Tarente

In juli 2012 werd in een deel van de staalfabriek in Tarente, de grootste in Europa, de productie stilgelegd wegens milieuverontreiniging. In de fabriek werken 11.500 arbeiders, van wie 5.000 in de installaties die op bevel van magistraten werden gesloten. Volgens experts stoot de staalfabriek continu chemische producten uit in de lucht die gevaarlijk zijn voor de gezondheid en op termijn zelfs dodelijk. In 2013 werd Riva sterk georganiseerd. Door de grote problemen met de staalfabriek in Tarente werd het bedrijf gesplitst. De Ilva activiteiten werden losgemaakt van de rest van de organisatie. Hiermee werd voorkomen dat een faillissement van Ilva de rest van het staalbedrijf in zijn ondergang zou meesleuren.
De Europese Commissie heeft in mei 2018 de overname van Ilva door staalproducent ArcelorMittal goedgekeurd. ArcelorMittal moet van de Commissie een aantal activiteiten afstoten om de concurrentie op de staalmarkt niet te verstoren. Ilva’s fabriek in Tarente levert staal aan onder meer de auto-, machine- en scheepsindustrie. ArcelorMittal beloofde eerder dat na de overname de productie zal worden opgevoerd van zo'n 6 miljoen ton staal per jaar naar 8 miljoen ton in 2024 en te investeren in een nieuw onderzoekscentrum. Op 1 november 2018 is de overname van Ilva afgerond. Van de 13.800 werknemers zijn er 10.700 overgegaan naar de nieuwe eigenaar.

### Tijdlijn
- 1954: Oprichting van RIVA & C. s.a.s..
- 1957: Opstart van de productie in Milaan.
- 1966: Riva neemt twee Italiaanse staalbedrijven over wat voor een sterke productiestijging zorgt.
- 1971: Overname van het Spaanse Siderurgica Sevillana dat wapeningstaven produceerde.
- 1976: Meerderheidsbelang in het Franse ITON Seine dat ook wapeningstaven produceerde.
- 1981: Overname van het Italiaanse Officine e Fonderie Galtarossa dat staaldraad produceerde.
- 1988: Overname van het Italiaanse Acciaierie di Cornigliano waarmee de Italiaanse productie verdubbelde.
- 1989: Meerderheidsbelang in het Franse Aciéries et Laminoirs de Paris (ALPA).
- 1989: Aankoop van warmwals nummer 3 van Cockerill-Sambre in Marcinelle en de bouw van een nieuw vlamboogoven. Totale investering was  ca. 4 miljard Belgische frank.
- 1991: Overname van twee sites in Duitsland in de buurt van Berlijn.
- 1995: Overname van het Italiaanse Ilva Laminati Piano waardoor Riva haar gamma van staalproducten vervolledigde.
- 1996: Overname van het Italiaanse producent van staalbalken I.B.L..
- 1997: Meerderheidsbelang in het Griekse Hellenic Steel.
- 2000: Overname van de Franse SAM Group.
- 2013: Afsplitsing Ilva-activiteiten.
- 2018: De Europese Commissie keurt verkoop van Ilva goed.

### Staalproductie
De historische staalproductie per jaar:
- 1970: 300 duizend ton
- 1980: 1,1 miljoen ton
- 1989: 3,2 miljoen ton
- 1994: 5,8 miljoen ton
- 2004: 16,7 miljoen ton
- 2006: 18,2 miljoen ton
- 2014: 7,8 miljoen ton
- 2016: 6,3 miljoen ton
- 2017: 6,9 miljoen ton